# Акстінай
Акстінай — село у Литві, Расейняйський район, знаходиться за 4 км від села Каулакяй. 1959 року в Акстінаї проживало 84 людей, 2001-го — 160. Перша згадка про Акстінай відноситься до 1564 року.
| Литва | Це незавершена стаття з географії Литви. Ви можете допомогти проєкту, виправивши або дописавши її. |